# Paracobitis variegatus
Paracobitis variegatus är en fiskart som först beskrevs av Dabry de Thiersant, 1874.  Paracobitis variegatus ingår i släktet Paracobitis och familjen grönlingsfiskar. Inga underarter finns listade i Catalogue of Life.